# Viererbund

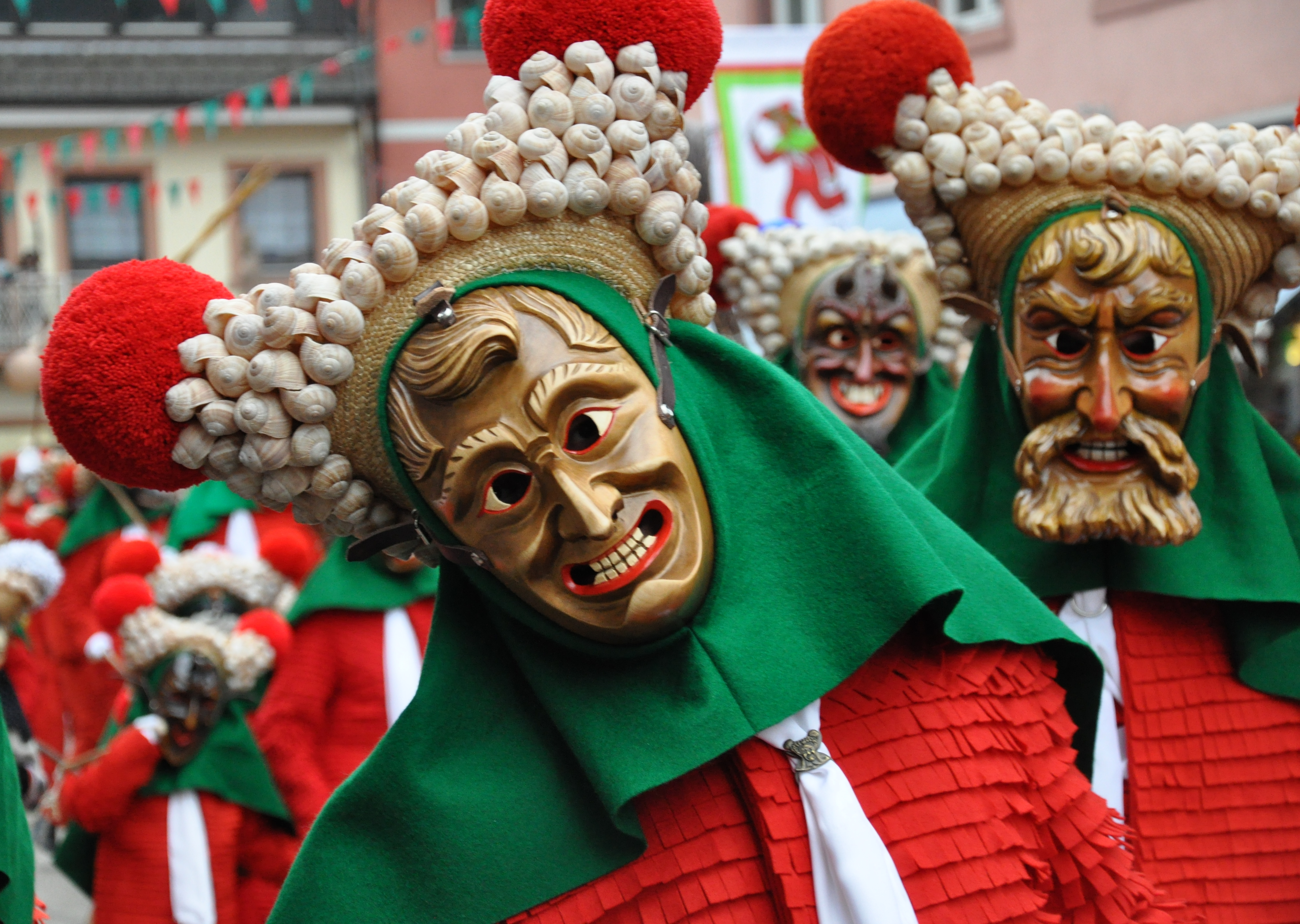
Elzacher Fasnet (Schuttig)

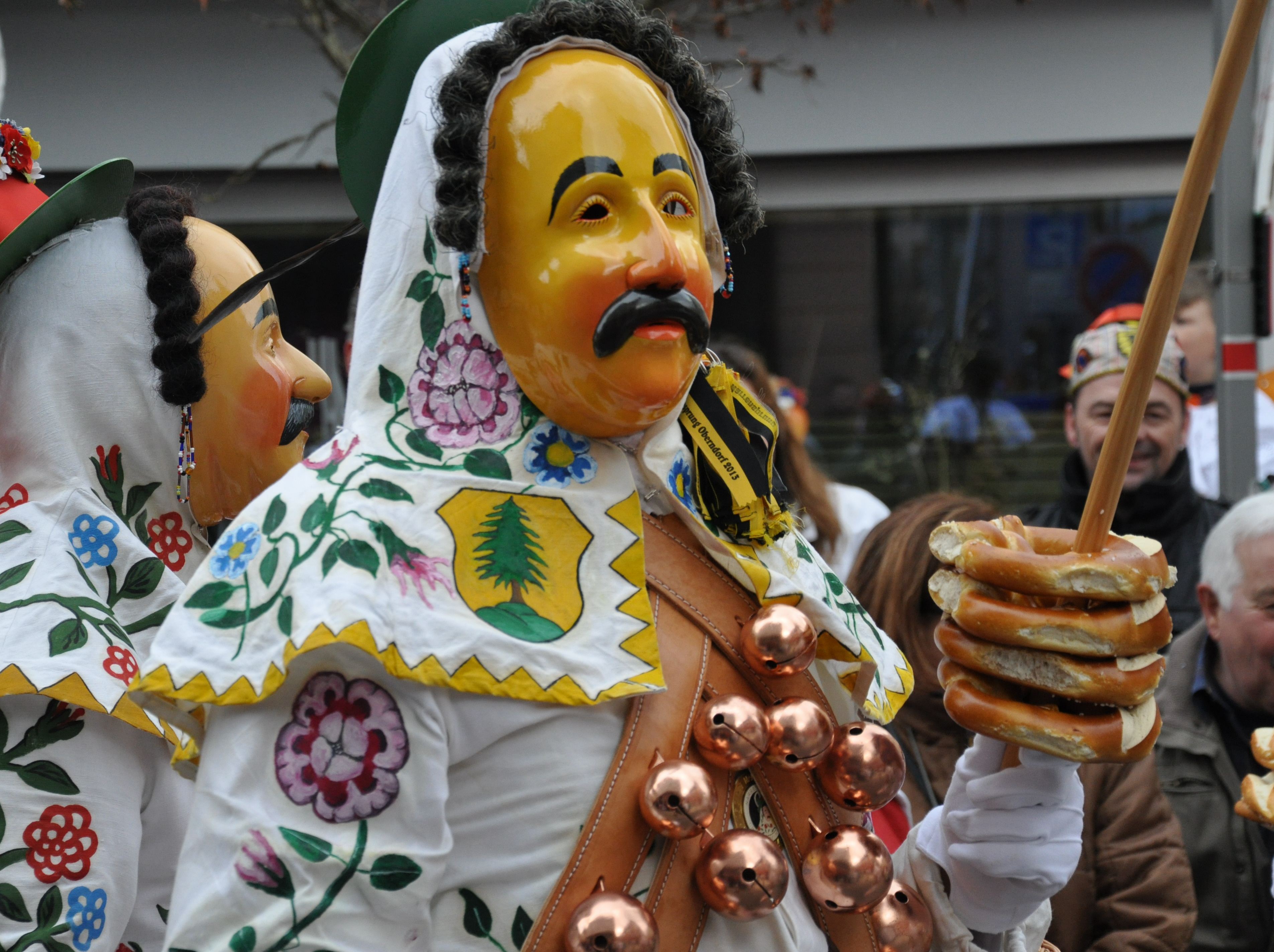
Oberndorfer Fasnet (Narro)

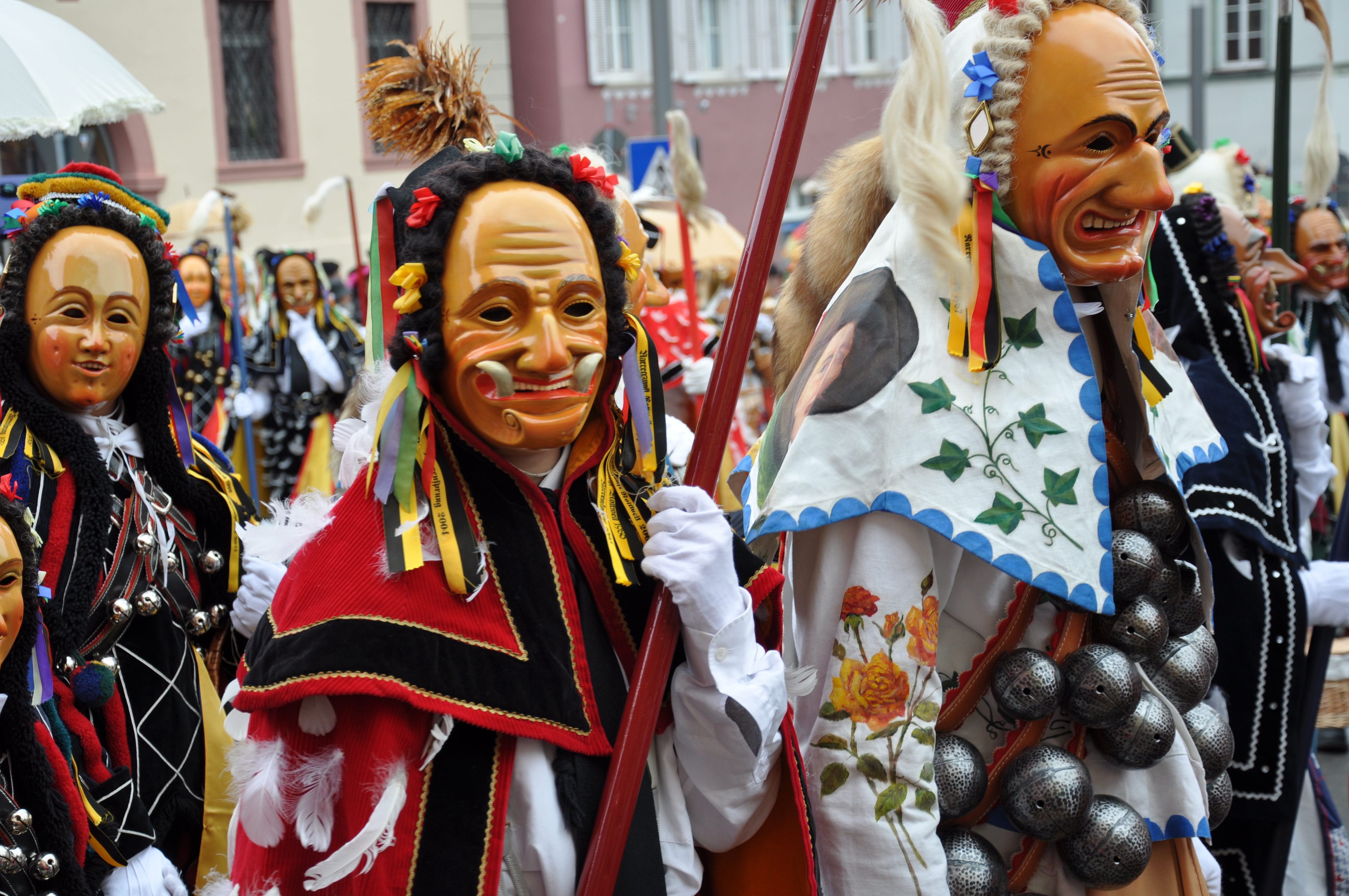
Rottweiler Fasnet (Fransenkleidle, Federahannes und Biss)

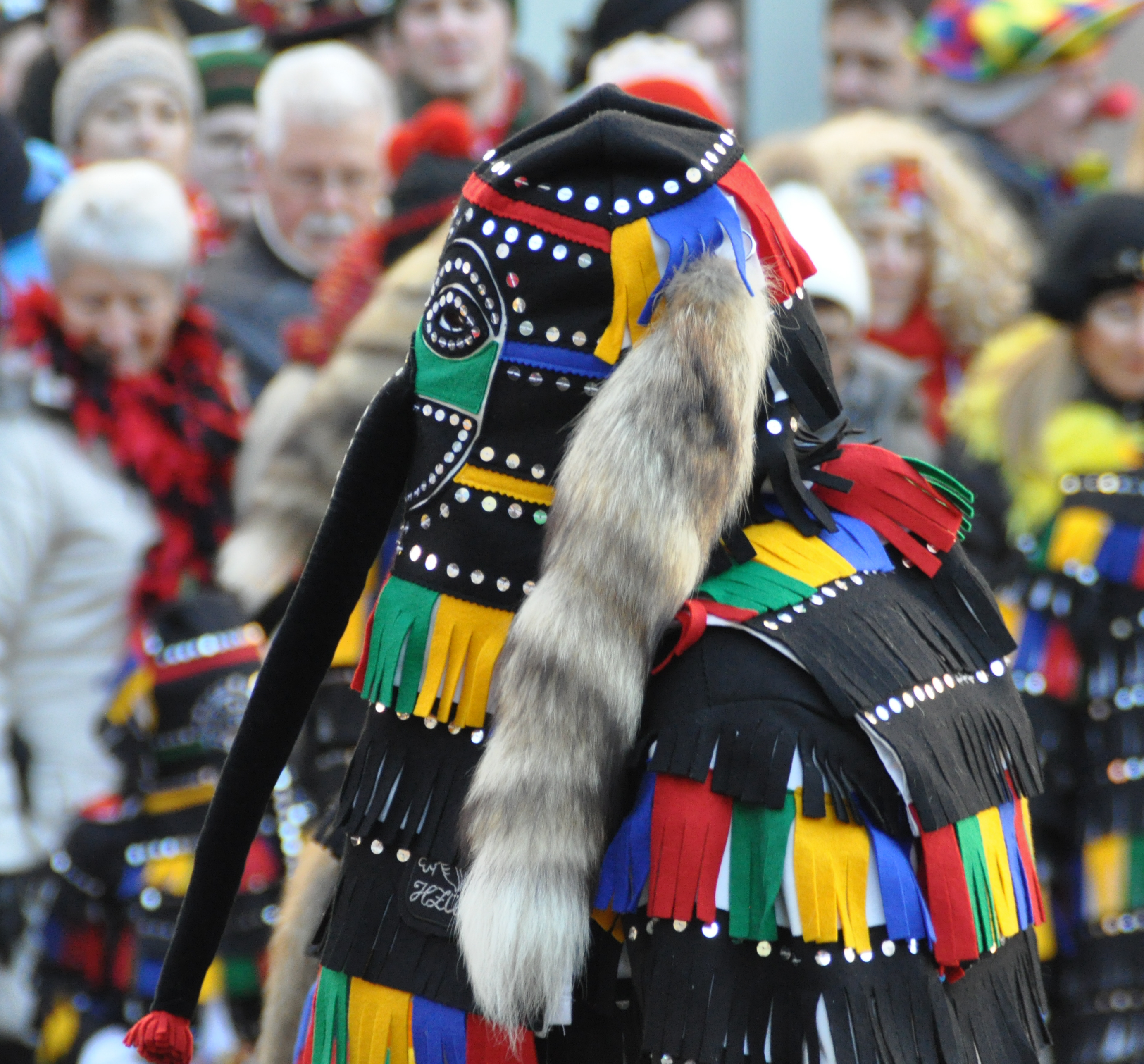
Überlinger Fasnet (Hänsele)

Der Viererbund (auch Narrenaristokraten oder Rebellenzünfte) ist ein Zusammenschluss der Narrenzünfte aus Rottweil, Oberndorf, Elzach und Überlingen.

## Geschichte und Struktur
Im Lauf der 1950er Jahre kam es innerhalb der 1924 gegründeten Vereinigung Schwäbisch-Alemannischer Narrenzünfte zu Auseinandersetzungen um die Wahrung der Traditionen in der schwäbisch-alemannischen Fasnet. Weitere Streitpunkte waren die jährlichen Narrentreffen und eine Diskussion über den Zusammenschluss mit rheinländischen Karnevalsverbänden. 1953 traten deshalb die traditionsbewussten Narrenzünfte aus Elzach, Rottweil und Überlingen aus der Vereinigung aus. Ihnen folgten 1955 die Historische Narrozunft Villingen 1584 e.V. und am 12. Januar 1958 die Narrenzunft aus Oberndorf. Die Narrenzünfte aus Elzach, Rottweil, Überlingen und Oberndorf haben sich 1963 zum Viererbund zusammengeschlossen. Der Viererbund wurde lediglich per Handschlag besiegelt. Es besteht kein Verband oder eine schriftlich festgelegte Satzung.

## Narrentag
Die vier Zünfte treffen sich alle drei bis vier Jahre zu einem großen Narrentag. Die ersten Treffen fanden bereits vor der eigentlichen Gründung des Viererbunds statt. Außer der Teilnahme an den Narrentagen beteiligen sich die vier Zünfte nicht an Umzügen oder sonstigen Veranstaltungen anderer Narrenzünfte. Der Begriff „Narrentag“ wurde bewusst gewählt, um sich von den Narrentreffen der anderen Narrenzünfte zu unterscheiden. Der Austrittsgedanke der Zünfte Rottweil, Elzach und Überlingen wurde schon Ende der 1930er Jahre beschlossen. Allerdings wurde dieser Gedanke durch den Zweiten Weltkrieg verschoben. Narrentage beginnen für die zuschauenden Gäste mit dem traditionellen Narrenbaumsetzen der Narrenzunft Überlingen am Samstag um 11:00 Uhr. Am Samstagabend folgt der Fackellauf der Elzacher Schuttige, an dem auch die anderen drei Zünfte teilnehmen. Der eigentliche Narrensprung findet, wie bei anderen Narrentreffen, am Sonntagnachmittag statt. Er wird von der Zunft angeführt, die den folgenden Narrentag ausrichtet; das Ende bildet die gastgebende Zunft.

## Bisherige Narrentage
- 1958 Überlingen
- 1959 Elzach
- 1960 Rottweil
- 1963 Überlingen
- 1966 Oberndorf
- 1969 Elzach
- 1973 Rottweil
- 1977 Überlingen
- 1980 Oberndorf
- 1984 Elzach
- 1987 Rottweil
- 1992 Überlingen
- 1995 Oberndorf
- 1999 Elzach (16.–17. Januar)
- 2003 Rottweil (17.–19. Januar)[1]
- 2006 Überlingen (27.–29. Januar)
- 2010 Oberndorf (15.–17. Januar)
- 2013 Elzach (12.–13. Januar)
- 2017 Rottweil (21.–22. Januar)
- 2020 Überlingen (25.–26. Januar)
- 2024 Oberndorf (27.–28. Januar)

## Nächste Narrentage
- 2027 Elzach (16.–17. Januar)
- 2031 Rottweil[2]